# Исикава Плоуден, Люк
Люк Исикава Плоуден (англ. Luke Ishikawa Plowden; род. 13 сентября 1995 года, Вашингтон, Пенсильвания, США) — актёр и модель американского происхождения, живущий в Таиланде. Наиболее известен ролями в лакорнах: «О, мой босс», «Мой дорогой Донован» и «Трое послушных братьев».

## Биография
Плоуден родился в Вашингтоне, штат Пенсильвания, США, в семье американца и японки. В 2017 году он получил степень бакалавра в Университете Джорджа Вашингтона.
Свою карьеру в сфере развлечений он начал в 2017 году как модель, после того как его заметило международное модельное агентство. Его первая работа в качестве модели была в Таиланде, поэтому он переехал туда из США.
Его модельное агентство сообщило ему, что владение тайским языком откроет перед ним больше возможностей в тайской индустрии развлечений. В результате он усердно работал над своими навыками общения на тайском языке, и его уровень значительно улучшился.
В 2018 году он был включён в список 50 самых завидных женихов Таиланда по версии журнала CLEO Thailand. Позже он подписал контракт с GMMTV и дебютировал в сериале «Волк» (2019) в качестве приглашённого актёра. В 2020 году он сыграл второстепенные роли в сериале «Девушки, просыпайтесь 2: Всё очень сложно».
В 2021 году он исполнил роль второго плана в сериале «Наби, моя мачеха». Позже он стал известен благодаря главной роли Акицуки Кодзи в драматическом сериале «О, мой босс» (2021), где его партнёром по съёмочной площадке была Ворранит Тхаворнвонг (Мук).
Также он получил широкую известность благодаря главной роли в романтической комедии «Мой дорогой Донован» (2022), где его партнёром была Типнари Вираватнодом (Намтан).

## Фильмография

### Кино
| Год  | Название            | Роль | Примечания                                    | Ист.  |
| ---- | ------------------- | ---- | --------------------------------------------- | ----- |
| 2021 | Непобедимые         | Рен  | Короткометражный фильм для «Garena Free Fire» | [ 7 ] |
| 2023 | Слит: Сага об охоте | Нейм | Главная роль                                  | [ 4 ] |

### Телевидение
| Год  | Название                                  | Роль                     | Канал | Примечания         | Ист.   |
| ---- | ----------------------------------------- | ------------------------ | ----- | ------------------ | ------ |
| 2019 | Волк                                      | Кен                      | One31 | Приглашённый актёр | [ 1 ]  |
| 2020 | Девушки, просыпайтесь 2: Всё очень сложно | Джефф                    | GMM25 | Роль второго плана | [ 2 ]  |
| 2021 | Наби, моя мачеха                          | Понг                     | GMM25 | Роль второго плана |        |
| 2021 | О, мой босс                               | Акицуки Кодзи            | GMM25 | Главная роль       | [ 6 ]  |
| 2021 | Цветочки после ягодок                     | Доминик Шун              | GMM25 | Приглашённый актёр |        |
| 2022 | Дрэг, я люблю тебя                        | Прабсуек                 | GMM25 | Главная роль       | [ 8 ]  |
| 2022 | Мой дорогой Донован                       | Донован «Дино» МакДэниел | GMM25 | Главная роль       | [ 9 ]  |
| 2022 | Трое послушных братьев                    | Итчая Прапависану        | GMM25 | Главная роль       | [ 10 ] |
| 2023 | Джунгли                                   | Нети                     | GMM25 | Главная роль       | [ 11 ] |
| 2023 | Безликая любовь                           | Шанон                    | GMM25 | Главная роль       |        |
| 2024 | Философия хорошего дня                    | Сасаки                   | GMM25 | Роль второго плана | [ 12 ] |
| 2025 | Сёстры-катастрофы                         | Арч                      | GMM25 | Роль второго плана |        |

## Дискография
| Год  | Название | Лейбл         | Ист.   |
| ---- | --- | ------------- | ------ |
| 2022 | «So Hot» (My Dear Donovan OST)                                                                                     | GMMTV Records | [ 13 ] |
| 2023 | «Beast Inside» (The Jungle OST) с Перават Сангпотиратом, Нанон Корапат, Джумпол Адулкиттипорн, Тханат Локхунсомбат | GMMTV Records | [ 14 ] |
| 2023 | «รักเธอจนมากพอ (Can’t have you)» (The Jungle OST)                                                                   | GMMTV Records | [ 15 ] |